# Densità degli stati
In meccanica quantistica, un sistema non può assumere energie arbitrarie, ma è invece vincolato ad occupare dei livelli energetici discreti. A ciascun livello possono corrispondere uno o più stati quantistici.
In questo contesto, la densità degli stati è una distribuzione usata in fisica statistica e dello stato solido per indicare quanti stati siano potenzialmente disponibili ad un dato sistema quantistico ad una data energia.

## Definizione ed applicazioni
La densità degli stati {\displaystyle g(\epsilon )} è definita come il numero degli stati disponibile a un sistema quantistico in un intervallo di energia di ampiezza {\displaystyle \delta \epsilon } centrato in {\displaystyle \epsilon } diviso per l'ampiezza stessa di tale intervallo,
{\displaystyle g(\epsilon )={\frac {\#stati\ in\ [\epsilon -\delta \epsilon /2,\epsilon +\delta \epsilon /2]}{\delta \epsilon }}.}
Tramite la relazione di dispersione {\displaystyle \epsilon ({\bf {k}})}, che lega l'energia di uno stato al suo impulso {\displaystyle {\bf {k}}}, si può scrivere la densità di stati come
{\displaystyle g(\epsilon )={\frac {g_{s}}{V}}\sum _{\bf {k}}\delta (\epsilon -\epsilon ({\bf {k}})),}
con {\displaystyle \delta (\epsilon )} la distribuzione delta di Dirac, e {\displaystyle g_{s}} il fattore di degenerazione legato allo spin. Per esempio, se lo spin è {\displaystyle 1/2}, {\displaystyle g_{s}} sarà {\displaystyle 2}. 
In generale infatti: {\displaystyle g_{s}=2s+1} dove {\displaystyle s} è appunto il numero di spin.
Nel limite termodinamico in cui in un intervallo di energia di ampiezza {\displaystyle \delta \epsilon } sia contenuto un numero elevato di stati, la somma nell'espressione precedente può essere estesa a un integrale dove la misura dello spazio degli impulsi è {\displaystyle d^{d}k/(2\pi \hbar )^{d}}, ottenendo così l'espressione
{\displaystyle g(\epsilon )=\int {\frac {d^{d}k\,d^{d}x}{(2\pi \hbar )^{d}}}\,\delta (\epsilon -\epsilon ({\bf {k}})).}
Le densità di stati così ottenute possono successivamente essere usate come pesi per calcolare osservabili termodinamiche in maniera agevole tramite la trasformazione
{\displaystyle \int {\frac {d^{d}k\,d^{d}x}{(2\pi \hbar )^{d}}}\,\to \int d\epsilon \,g(\epsilon ),}
che rimpiazza un integrale in {\displaystyle 2d} variabili con un integrale in una sola variabile. Questo cambio di variabili è vantaggioso qualora la funzione di distribuzione del sistema e le osservabili di interesse siano esprimibili in maniera semplice in termini dell'energia.

## Esempio: gas di fermioni liberi
La relazione di dispersione del sistema è semplicemente {\displaystyle \epsilon ({\bf {k}})={\bf {k}}^{2}/2m}, con {\displaystyle m} la massa delle particelle.
Il calcolo della {\displaystyle g(\epsilon )} in tre dimensioni porta a
{\displaystyle g(\epsilon )={\frac {{\sqrt {2}}Vm^{3/2}}{\hbar ^{3}\pi ^{2}}}\epsilon ^{1/2}.}
Ricordando che i fermioni seguono la statistica di Fermi-Dirac
{\displaystyle f_{FD}(\epsilon ,T)={\frac {1}{e^{(\epsilon -\mu )/k_{B}T}+1}},}
dove {\displaystyle \mu } è il potenziale chimico, {\displaystyle T} la temperatura e {\displaystyle k_{B}} la costante di Boltzmann e che, a {\displaystyle T=0}, {\displaystyle f_{FD}(\epsilon )} è una funzione gradino che vale {\displaystyle 1} per {\displaystyle \epsilon <\mu } e {\displaystyle 0} altrimenti, si può calcolare, ad esempio, il numero di particelle nel sistema in funzione dell'energia di Fermi {\displaystyle \epsilon _{F}=\mu } è dato da
{\displaystyle N=\int _{0}^{\epsilon _{F}}d\epsilon \,g(\epsilon ),}
mentre a temperatura finita diviene
{\displaystyle N_{T}=\int _{0}^{\infty }d\epsilon \,{g(\epsilon )}{f_{FD}(\epsilon ,T)}.}